# Mesg
mesg – uniksowe narzędzie powłokowe. Pozwala kontrolować przyjmowanie wiadomości wysyłanych przez innych użytkowników za pomocą poleceń wall i write.
- mesg – zwraca aktualny stan
- mesg y – zezwala na przyjmowanie wiadomości
- mesg n – odrzuca wiadomości